# Île Bailleron
L'île Bailleron, est une petite île située à l'est du golfe du Morbihan, elle fait partie du territoire de la commune de Saint-Armel en Bretagne.

## Géographie
L'île Bailleron, d'une superficie d'environ 6 hectares, est située dans la partie orientale du golfe du Morbihan à proximité de l'île Tascon et du village de Lasné sur la commune de Saint-Armel.

## Toponymie
L'île Bailleron s'appelait au XVIIIe siècle, Enez Balleran.

## Histoire
En 1946, un industriel parisien achète l'île pour en faire un lieu de villégiature. Elle possède deux bâtiments qui étaient utilisés par une famille vivant en partie avec des produits d'une petite exploitation agricole comprenant un potager et des animaux d'élevage.
L'île est rachetée, avec l'aide d'une donation, par l'université de Rennes en 1959. Elle prévoit d'y réaliser des recherches sur le monde marin et de l'accueil universitaire. En 1960 elle fait installer l'eau courante et l'électricité par des liaisons avec les réseaux du continent et, en 1961, l'île est équipée d'un réservoir d'eau et d'un moyen d'épuration des eaux usées.
Dans les années 1970 a lieu la construction du laboratoire consacré au milieu marin de la station biologique,. En 1997 la rupture du câble d'alimentation électrique, impose une reprise totale de l'installation avec mise aux normes et ajout d'un groupe électrogène.

## Statut
Réserve ornithologique

## Patrimoine construit
L'île comporte plusieurs bâtiments et équipements répartis dans sa moitié nord. Outre les deux maisons dénommées habitation principale et secondaire qui datent d'avant 1946, elle dispose d'un laboratoire et un garage, ces équipements utilisés par la station. Il existe également une ancienne maison de gardien située à l'extrémité nord de l'île, à proximité de la cale.